# جوان روس
جوان روس (1 نوفمبر 1977 - ) هي لاعبة كرة طائرة كندا.

## وصلات خارجية
- جوان روس على موقع قاعدة بيانات الكرة الطائرة الشاطئية (الإنجليزية)
- جوان روس على موقع عالم الكرة الطائرة (الإنجليزية)